# Paul-Émile Botta
Paul-Émile Botta (Turín, Italia, 6 de diciembre de 1802-Achères (Yvelines), Francia, 29 de marzo de 1870) fue un arqueólogo y diplomático francés, hijo del historiador Carlo Botta. Asimismo, fue nombrado camarlengo de honor por el papa Pío IX.

## Biografía
Nacido en Turín el 6 de diciembre de 1802, Paul-Émile Botta era hijo del historiador Carlo Botta y de Antoinette de Vierville de Chambéry. Quedó huérfano de madre desde pequeño, hecho al que algunos atribuyen su marcada timidez hacia las mujeres. Se trasladó con su padre a Ruan en 1815, ingresando como estudiante en la Academia de la ciudad (de la que su padre era rector). Allí entabló amistad con Charles Levavasseur y comenzó a estudiar árabe por su cuenta, así como rudimentos de medicina con los doctores Esprit Blanche y Cléophas Flaubert (padre del novelista Gustave Flaubert).
En 1822 se trasladó junto a su padre a París, pasando a cursar estudios bajo la tutela del reputado naturalista Henri Marie Ducrotay de Blainville.
Formó parte, como cirujano y naturalista, de la tripulación del barco Héros que, capitaneado por Auguste Duhaut-Cilly, pretendía dar la vuelta al mundo. Partiendo de Le Havre el 8 de abril de 1826, alcanzaron Río de Janeiro, Callao y el 8 de mayo de 1827 arribaron a Mazatlán, lugar de donde fueron expulsados tres días después ya que las autoridades locales sospechaban que dicho barco y su capitán se dedicaban al contrabando. Durante el viaje trataría de mitigar su depresión mediante la música, tocando el cello para entretener también a la tripulación. Tras atravesar California y las islas Sándwich, el Héros llegó a Cantón (China) el 27 de diciembre de 1828, donde Botta adquirió el hábito de fumar opio que acabaría minando su salud.
A finales de julio de 1829, el Héros llegó de vuelta a Le Havre. Su amigo Levacasseur atribuyó a Botta la popularización en Francia de los sombreros de seda, tras portar él mismo a su regreso uno que había traído de China. Retomó sus lecciones de anatomía con Blainville y, el 5 de enero de 1830, leyó su tesis doctoral.
Al año siguiente viajó a Oriente para continuar sus estudios de árabe y de historia natural. En El Cairo conoció a Benjamin Disraeli. Trabajó para el Museo de Historia Natural de París, que le encomendó en 1836 la tarea de explorar la zona del mar Rojo. Su mala salud le obligó a regresar a Francia.
En 1842 se hizo cargo del consulado de Francia en Mosul. En 1848, con el advenimiento de la Segunda República, el nuevo gobierno lo nombró cónsul en Jerusalén. Desde su cargo en la ciudad santa contribuyó —junto al lazarista E. Boré y al nuevo patriarca latino (instituido por Pío IX), monseñor G. Valerga— a elaborar un belicoso plan para reconquistar lo que estos consideraban «derechos injustamente perdidos» de los católicos. Dicha estrategia preveía que, de fracasar la vía diplomática, se recurriría a una guerra santa inspirada en las cruzadas medievales, todo lo cual provocó una reactivación del problema de los santos lugares que desembocaría en la guerra de Crimea de 1853.
En Jerusalén coincidió con Gustave Flaubert a raíz del viaje de este a Palestina en agosto de 1850. El célebre escritor francés describió a Botta como «un hombre en ruinas, un hombre de ruinas, en la ciudad de las ruinas», como renegando de todo y odiando a todos excepto a los muertos. Le dio la impresión de ser un hombre incapaz de concentrarse en una tarea específica, sin encontrar su vocación (en ese momento estaba aprendiendo a tocar el piano).
Tras pasar por Constantinopla en misión diplomática y ejercer también como cónsul francés en Trípoli durante trece años, se retiró en soledad a la localidad de Achères en 1869. Allí falleció el 29 de marzo de 1870; a su funeral, celebrado dos días después, asistieron doce personas entre las que se encontraba el orientalista Joachim Menant.

## El descubrimiento deKhorsabad
El gran objetivo de los aventureros/arqueólogos destinados en Mesopotamia era la localización de Nínive, capital del Imperio Asirio, y que en la Biblia se citaba que eran necesarios tres días para recorrerla. A su vez, su importancia radicaba en el hecho de ser capital de los asirios, el gran pueblo conquistador de la Biblia. Al mismo tiempo, ya se conocía que muchas de las colinas de extraña forma guardaban restos de ciudades antiguas, y se pensaba que una de las colinas cercana a Mosul podía ser Nínive.
En 1843 Botta escogió como primer objetivo para excavar la colina de Kuyunjik (cerca de Mosul), pero a medida que transcurría el tiempo, el trabajo resultaba infructuoso. Paralelamente Botta preguntaba a los aldeanos y campesinos circundantes de donde habían conseguido o si habían visto "ladrillos con símbolos" (por lo general los lugareños desconocían la respuesta o se mostraban desconfiados). La insistencia de Botta obtuvo su premio ya que uno de los campesinos de la zona de Khorsabad se enteró de que un europeo buscaba ladrillos con símbolos, ante lo cual acudió al campamento de Botta indicando que su horno estaba hecho con esos "ladrillos con símbolos" y que los había obtenido de la colina cercana. Botta envió una expedición para investigar (con pocas esperanzas) y hacer una prospección, obteniendo a los pocos días grandes resultado.
El resultado fue el descubrimiento de lo que el creyó eran las ruinas de Nínive, y así lo anunció al mundo. Entonces el gobierno francés financió dichas excavaciones, y Botta publicó la obra "Monumentos de Nínive". Sin embargo, tiempo después se supo que se trataba de las ruinas de Khorsabad. 
Khorsabad se transformó en capital del imperio asirio durante el reinado de Sargón II, y fue abandonada por su sucesor en el 705 a. C., despoblándose paulatinamente, y convirtiéndose en un importante resto arqueológico, del cual Botta recuperó importantes piezas de arte asirio que fueron enviadas al Louvre en 1846. Tanto las piezas, como la obra de Botta causaron un gran éxito en Europa, y el redescubrimiento del arte asirio.